# Symphonie no 98 de Joseph Haydn
La Symphonie no 98 en si bémol majeur, Hob. I: 98, est une symphonie du compositeur autrichien Joseph Haydn, qui a été composée en 1792 lors de son premier voyage à Londres. La création eut lieu au Hanover Square Rooms à Londres le 2 mars 1792.

## Instrumentation
| Instrumentation de la symphonie no 98                                 |
| Cordes                                                                |
| Premiers violons, seconds violons altos, violoncelles et contrebasses |
| Bois                                                                  |
| 1 flûte, 2 hautbois, 2 bassons                                        |
| Cuivres                                                               |
| 2 cors, 2 trompettes                                                  |
| Percussions                                                           |
| timbales                                                              |

Lors de la création Joseph Haydn dirige l'orchestre au pianoforte.

## Structure
La forme de cette symphonie est celle de la symphonie classique en quatre mouvements.
1. Adagio, en si bémol majeur - Allegro, à
2. Adagio, en fa majeur, à
3. Menuetto et Trio, à
4. Finale: Presto, à

- Durée de l'exécution : environ 30 minutes

Introduction de l'Allegro:
La lecture audio n'est pas prise en charge dans votre navigateur. Vous pouvez télécharger le fichier audio.
Introduction de l'Adagio:
La lecture audio n'est pas prise en charge dans votre navigateur. Vous pouvez télécharger le fichier audio.
Première reprise du Menuetto. Allegro:
La lecture audio n'est pas prise en charge dans votre navigateur. Vous pouvez télécharger le fichier audio.
Première reprise du Trio:
La lecture audio n'est pas prise en charge dans votre navigateur. Vous pouvez télécharger le fichier audio.
Introduction du Finale: Presto:
La lecture audio n'est pas prise en charge dans votre navigateur. Vous pouvez télécharger le fichier audio.